# Zaborów (gromada w powiecie brzeskim)
Zaborów – dawna gromada, czyli najmniejsza jednostka podziału terytorialnego Polskiej Rzeczypospolitej Ludowej w latach 1954–1972.
Gromady, z gromadzkimi radami narodowymi (GRN) jako organami władzy najniższego stopnia na wsi, funkcjonowały od reformy reorganizującej administrację wiejską przeprowadzonej jesienią 1954 do momentu ich zniesienia z dniem 1 stycznia 1973, tym samym wypierając organizację gminną w latach 1954–1972.
Gromadę Zaborów z siedzibą GRN w Zaborowie utworzono – jako jedną z 8759 gromad na obszarze Polski – w powiecie brzeskim w woj. krakowskim, na mocy uchwały nr 19/IV/54 WRN w Krakowie z dnia 6 października 1954. W skład jednostki weszły obszary dotychczasowych gromad Zaborów, Pojawie, Dołęga, Kwików i Księże Kopacze ze zniesionej gminy Szczurowa w tymże powiecie. Dla gromady ustalono 25 członków gromadzkiej rady narodowej.
1 stycznia 1958 ze wsi Pojawie w gromadzie Zaborów wyłączono przysiółek Ososina i włączono go do gromady Wał-Ruda w tymże powiecie.
31 grudnia 1959 do gromady Zaborów przyłączono obszar zniesionej gromady Wola Przemykowska.
31 grudnia 1961 do gromady Zaborów przyłączono wieś Kopacze Wielkie z gromady Szczurowa.
Gromada przetrwała do końca 1972 roku, czyli do kolejnej reformy gminnej.